# ニンテンドーDSのゲームタイトル一覧

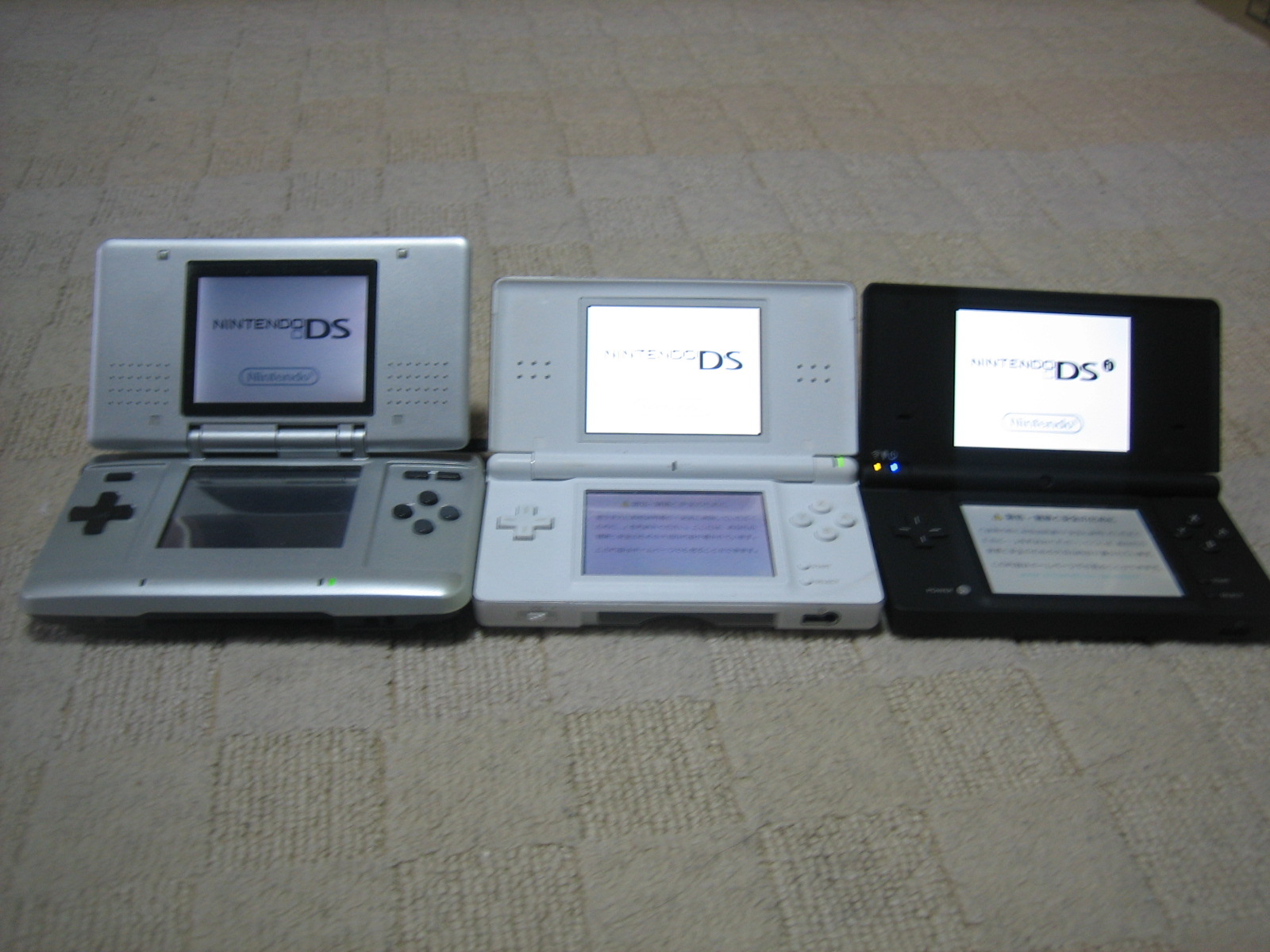
ニンテンドーDSシリーズ（左からDS、DS Lite、DSi）

ニンテンドーDSのゲームタイトル一覧（ニンテンドーディーエスのゲームタイトルいちらん）では、ニンテンドーDS、ニンテンドーDS Lite、ニンテンドーDSi用として日本国内で発売されたゲームソフト全1840タイトルの分割された一覧へのリンクおよび非売品・発売中止品を列記する。
ゲームの複雑化によるゲーム離れを危惧した任天堂は、新たなユーザ層を掘り起こすべく、2004年12月2日にニンテンドーDSを発売し、「Touch! Generations」を合言葉に様々なソフトを生み出した。このハードは2つの液晶画面（うち1つはタッチパネル）を備えたことで、新たな表現技法や操作体系を生み出すきっかけとなった。まず、画面を二つにしたことで表示可能な情報量が増えたことに加え、「上画面に戦闘画面を、下画面にステータスをそれぞれ表示」といった表示方法によって利便性の向上につながった。このほかにも、DSを縦に持ち、見開きの本に見立てた例もあった。
また、下画面をタッチスクリーンにしたことで直感的な遊びを実現した。特に2005年に発売された『脳を鍛える大人のDSトレーニング』（以下：『脳トレ』）はゲームになじみがない者でも遊べることから、脳トレブームを巻き起こしただけでなく新たなタイプのゲームも招き寄せた。たとえば2006年に発売された『クッキングママ』は「料理がテーマのおままごと遊び」をコンセプトとしており、失敗してもペナルティがないなどゲームを通じて料理に興味を持ってもらう仕組みづくりが優先された結果、日本国内だけでも7万本の売れ行きを記録するヒット作となった。また、同作の北米版がE3 2006でプレイアブル出展された際にアメリカのゲーム専門誌「IGN」の「Best DS Most Innovative Design」アワードを受賞したことで、欧米での大ヒットにつながり、日本国外で和食の人気が上がり始めたことも拍車をかけた。その後同作はシリーズ化し、日本国外のユーザーからの要望も取り入れながら発展していった。これ以外のタッチスクリーンの使い方としては、マッピング機能（例：『世界樹の迷宮』）や、2本のタッチペンを太鼓のバチに見立てる（例：『太鼓の達人DS タッチでドコドン!』）といったものがあった。
また、ニンテンドーDSにはワイヤレス通信機能が内蔵されており、通信ケーブルなしでほかのプレイヤーと遊ぶことができるようになった。さらに、2005年11月23日にはニンテンドーDSおよびWii向けの無線通信サービスニンテンドーWi-Fiコネクションが始まり、遠方にいるプレイヤーとの通信プレイができるようになった。このサービスに合わせて発売された『おいでよ どうぶつの森』は、手軽さや通信プレイが評判となり、日本だけでも500万本以上を売り上げるヒット作となった。また、『ドラゴンクエストIX 星空の守り人』ではすれちがい通信を用いた「宝の地図」を集めることがプレイヤーたちの間で流行した。
ソフトの中には、小さな子どもでも遊びやすいように工夫が施された例もあった。加えて、ニンテンドーDS向けのミドルウェアも目立つようになり、たとえばCRI・ミドルウェアは2006年11月に高圧縮・高音質サウンド再生システム「救声主 for NINTENDO DS」を、2007年には圧縮・展開システム「ファイルマジック for NINTENDO DS」をそれぞれ発売している。また、日立ソリューションズ・テクノロジーも2007年に高品位音声合成ミドルウェア「DS版 Ruby Talk」を開発している。
その後、ニンテンドーDSは共通点の多いスマートフォンにシェアを奪われた。任天堂の代表取締役フェロー（当時）の宮本茂は「CEDEC 2018」の基調講演の中で、Appleのスティーブ・ジョブズがタッチパネルを採用したのは自分たちが先だと思っていたものの、爆発的な普及を目の当たりにし、「任天堂の方針は間違っていなかったが、ゲーム機よりも携帯電話を全てのネットワークにつなぐ方が確かに楽だ」と実感し、DSをスマートフォンほどのヒット商品にできず悔しかったっと述べている。。日本国外でも同様のことが起きており、2010年の調査では、英国におけるニンテンドーDSの販売台数は前年比の3割以上の下落を見せており、携帯電話やネットブックが提供するSNSならびにソーシャルゲームが伝統的なゲームを遊ぶ時間を奪っていることが指摘されていた。2011年の北米の携帯ゲーム機用ソフトの市場においてもスマートフォン向けのアプリの台頭を指摘する声があった。また、マジコンによる不正プレイも横行し、メーカーが対策に乗り出す事態となった。そして2010年、著作権法の改正によってマジコンは違法となった。
ニンテンドーWi-Fiコネクションは2014年5月20日に終了したとはいえ、ニンテンドーDS用ソフトの一部は、Wii U/3DSバーチャルコンソールなどのダウンロードサービスを通じて遊ぶことができる。このほかにも、『いろづきチンクルの恋のバルーントリップ』のように、日本国外への発売がなかったものの、有志による非公式翻訳がなされた例もあった。
一方、二画面という独自のハード仕様ゆえに、他機種への移植がなかなか進まないという指摘もあった。

発売されたゲームソフトについては、以下の各項目を参照。ゲームではない実用ソフトも便宜上ここに含める。
- 2004年、2005年（2004年全14タイトル、2005年全112タイトル、計126タイトル）[21][22][23][24]
- 2006年（全239タイトル）[25][26][27][28][29][30]
- 2007年（全427タイトル）[31][32][33][34][35][36][37][38][39][40][41][42]
- 2008年（全441タイトル）[43][44][45][46][47][48][49][50][51][52][53][54][55]
- 2009年（全299タイトル）[56][57][58][59][60][61][62][63][64][65][66][67][68]
- 2010年（全196タイトル）[69][70][71][72][73][74][75][76][77][78][79][80][81]
- 2011年、2012年（2011年全78タイトル、2012年全34タイトル、計112タイトル）[69][82][83][84][85][86][87][88][89][90][91][92][93]

ニンテンドーDSiウェアのソフトは、ニンテンドーDSiウェアのタイトル一覧を参照。

## 非売品

### クラブニンテンドー限定
いずれも任天堂。
| 作品名                          | メディア  | 容量   | 備考                   |
| ------------------------------- | --------- | ------ | ---------------------- |
| ゲーム&ウオッチコレクション     | DSカード  | 64 Mb  |                        |
| ゲーム&ウオッチコレクション2    | DSカード  | 64 Mb  |                        |
| チンクルのバルーンファイトDS    | DSカード  | 64 Mb  |                        |
| 絶叫戦士サケブレイン            | DSカード  | 128 Mb | マルチプレイ専用ソフト |
| 任天童子                        | DSiウェア |        |                        |
| ファミコンウォーズDS 失われた光 | DSiウェア |        |                        |

### その他
| 作品名                                        | 発売元または公開元       | 容量   | 備考 |
| --------------------------------------------- | ------------------------ | ------ | --- |
| 逆転裁判事典                                  | カプコン                 |        | 逆転裁判4限定版に同梱。 |
| ANAオリジナル ご当地検定DS                    | スパイク                 | 512 Mb | 2007年の「ANA NIPPON2 SPRINGキャンペーン」で、 キャンペーン対象の搭乗者に抽選でニンテンドーDS Lite本体と共にプレゼントされた。 製品版の内容を一部変更したもの。 |
| LEVEL 5 PREMIUM SILVER                        | レベルファイブ           | 256 Mb | 東京ゲームショウ2007レベルファイブブースで無料配布された体験版ソフト。 後にレイトン教授と悪魔の箱に同内容を収録。                                               |
| LEVEL 5 PREMIUM GOLD                          | レベルファイブ           | 512 Mb | 「次世代ワールドホビーフェア'08 Winter」にて小学生限定で無料配布された体験版ソフト。 後にコロコロコミックのプレゼント賞品となった他、TSUTAYAでレンタル開始。    |
| LEVEL 5 PREMIUM Platinum                      | レベルファイブ           | 2 Gb   | 東京ゲームショウ2009レベルファイブブースで無料配布された体験版ソフト。                                                                                          |
| トレジャークエスト 〜江ノ島・龍神の宝箱の巻〜 | ラッセル                 |        | 2008年1月 - 2月にかけて江ノ島で開催された、 宝探し専門サイト【赤い鳥】主催のイベント用ソフト。                                                                  |
| パーフェクト漢字計算マスターDS                | ベネッセコーポレーション | 256 Mb | 『チャレンジ5年生』2011年4月号特別付録。 |
| 4教科パーフェクトクリアDS                     | ベネッセコーポレーション | 256 Mb | 『チャレンジ6年生』2011年4月号特別付録。 |
| 中学準備5教科カンペキDS                       | ベネッセコーポレーション |        | 『中学準備チャレンジ』2012年1月号特別付録。 |
| 4教科パーフェクトクリアDS 英語音声つき        | ベネッセコーポレーション | 1 Gb   | 『チャレンジ6年生』2012年4月号特別付録。 |
| ポケモンカードゲームあそびかたDS              | ポケモン                 | 256 Mb | 2011年8月5日発売の『ポケモンカードゲームBW はじめてセット+（プラス）』に同梱されたチュートリアルソフト。                                                        |
| 君に届け スペシャル                           | バンダイナムコゲームス   | 1 Gb   | 2011年4月7日発売の『君に届け 〜伝えるキモチ〜 スペシャルパック』に同梱された編集ソフト                                                                          |
| クルトレ eCDP                                 | 日本マクドナルド         | 2 Gb   | 2010年発売のマクドナルド日本の従業員専用トレーニングソフト。 |
| すぐろくDS                                    | ワイズマン               | 128 Mb | 2009年6月発売のケア記録支援ソフト。 |

## 発売されなかったソフト
| 作品名                                                          | 発売元                           | 備考 |
| --------------------------------------------------------------- | -------------------------------- | --- |
| ナンバープレイス∞MUGEN                                          | アーテイン                       | |
| みんなでピクプレ!どきどき対戦                                   | アーテイン                       | |
| スペルトラルフォース（仮題）                                    | アイディアファクトリー           | 2004年夏に任天堂が公開した発売予定リストに掲載された。                                                                                                |
| ミッケ!                                                         | アキ                             | 2004年夏に任天堂が公開した発売予定リストに掲載された。                                                                                                |
| シュレック3                                                     | アクティビジョン                 | 北米では発売された。 |
| トランスフォーマー THE GAME                                     | アクティビジョン                 | |
| レゴ インディ・ジョーンズ オリジナルアドベンチャー              | アクティビジョン                 | 2008年12月11日に発売が予定されていたが、2008年11月21日に発売中止が発表された。                                                                        |
| レゴ スター・ウォーズ コンプレートサーガ                        | アクティビジョン                 | 2008年11月21日に発売中止が発表された。 |
| チョロQ                                                         | アトラス                         | 2004年夏に任天堂が公開した発売予定リストに掲載された。                                                                                                |
| アクションRPG                                                   | アルゼ                           | 2004年10月の「NINTENDO DS PREVIEW」で公開された発売予定リストに掲載された。                                                                           |
| 頭脳に汗かくゲームシリーズVol.2（仮題）                         | アルゼ                           | 2004年10月の「NINTENDO DS PREVIEW」で公開された発売予定リストに掲載された。                                                                           |
| 頭脳に汗かくゲームシリーズVol.3（仮題）                         | アルゼ                           | 2004年10月の「NINTENDO DS PREVIEW」で公開された発売予定リストに掲載された。                                                                           |
| 迷宮（仮題）                                                    | アルゼ                           | 2004年10月の「NINTENDO DS PREVIEW」で公開された発売予定リストに掲載された。                                                                           |
| アクションゲーム                                                | アルファ・ユニット               | 2004年10月の「NINTENDO DS PREVIEW」で公開された発売予定リストに掲載された。                                                                           |
| ゆっくり楽しむ大人のジグソーパズルDS わたせたいぞう LOVE 花と緑 | インターチャネル・ホロン         | |
| トイヘッズ・ワールド                                            | インタラクティブブレインズ       | 2004年10月の「NINTENDO DS PREVIEW」で公開された発売予定リストに掲載された。                                                                           |
| ハンサム×English イギリスに恋して                               | インテリジェントデザイン         | 2010年7月に発売が予定されていた。 |
| エデュテイメント（仮題）                                        | AQインタラクティブ               | |
| 大学駅伝2008 HAKONE                                             | SNKプレイモア                    | 2007年12月13日に発売される予定だった。 |
| 電子メイド手帖 恋のいろは                                       | SNKプレイモア                    | 携帯電話用アプリ『恋のいろは』へ移行 |
| GD-T -Racing-                                                   | MTO                              | 2004年10月の「NINTENDO DS PREVIEW」で公開された発売予定リストに掲載された。                                                                           |
| ジュエルペット新作                                              | MTO                              | |
| ニード・フォー・スピード アンダーグラウンド                     | エレクトロニック・アーツ         | 2004年10月の「NINTENDO DS PREVIEW」で公開された発売予定リストに掲載された。 ニンテンドー ゲームキューブ、PlayStation 2版は発売                        |
| はち恋                                                          | エレクトロニック・アーツ         | 2009年春に発売が予定されていた。 スマートフォン用アプリへ移行                                                                                         |
| エイジ オブ バンパイア                                          | カプコン                         | |
| 假屋崎省吾監修 フラワーアレンジメントDS                         | ガンホー・ワークス               | ガンホーがコンシューマ向けソフト事業参入時に発表されており、この時点では2008年発売予定だった。                                                        |
| カードバトルゲーム                                              | キッズステーション               | 2004年10月の「NINTENDO DS PREVIEW」で公開された発売予定リストに掲載された。                                                                           |
| 戦闘員山田はじめ2                                               | キッズステーション               | 2004年10月の「NINTENDO DS PREVIEW」で公開された発売予定リストに掲載された。                                                                           |
| 探偵アドベンチャーゲーム                                        | キッズステーション               | 2004年10月の「NINTENDO DS PREVIEW」で公開された発売予定リストに掲載された。                                                                           |
| シルバー事件                                                    | グラスホッパー・マニファクチュア | 2007年3月のGDCにてニンテンドーDSへの移植が発表された。                                                                                                |
| シルバー事件25区                                                | グラスホッパー・マニファクチュア | |
| 新RPG                                                           | ゲームアーツ                     | 2004年夏に任天堂が公開した発売予定リストに掲載された。                                                                                                |
| 街道レーシングバトル                                            | 元気                             | 2004年夏に任天堂が公開した発売予定リストに掲載された。                                                                                                |
| LIVING HIGH ↑KILLING LOW ↓                                      | 元気                             | 2004年夏に任天堂が公開した発売予定リストに掲載された。                                                                                                |
| 歴史シミュレーション（仮題）                                    | コーエー                         | 2004年夏に任天堂が公開した発売予定リストに掲載された。                                                                                                |
| ヴァンダルハーツ（仮題）                                        | コナミ                           | 2004年夏に任天堂が公開した発売予定リストに掲載された。                                                                                                |
| ゲットアンプドDS                                                | サイバーステップ                 | オンラインPCゲーム『ゲットアンプド』の移植版で、 2008年10月の東京ゲームショウでプレイアブル出展および体験版が頒布された。                             |
| SuperLife2500 トルネードV                                       | サクセス                         | もともとは『トルネード』として発売予定だったが、 発売延期後、廉価版にあたるSuperLiteシリーズブランドからの発売に変更された。                          |
| シミュレーションゲーム                                          | サンライズインタラクティブ       | 2004年10月の「NINTENDO DS PREVIEW」で公開された発売予定リストに掲載された。                                                                           |
| びっくり!どっきり!魔法のペン                                    | GAE                              | ニンテンドー3DSで「びっくり!とびだす!魔法のペン」として発売された。                                                                                   |
| へんしんマジカルドール                                          | GAE                              | |
| 新ボードゲーム                                                  | ジャムスワークス                 | 2004年10月の「NINTENDO DS PREVIEW」で公開された発売予定リストに掲載された。                                                                           |
| 忍者じゃじゃ丸君 ペンは剣より強しでござる                       | ジャレコ                         | 2006年に「描きこみアクションゲーム」というジャンルで発売される予定だった。                                                                            |
| タイトル未定                                                    | ジョルダン                       | |
| だっこして!チンパンジー                                         | スターフィッシュ                 | DSiウェア「あいたくてモンキー」として配信された。 |
| 武峡                                                            | スターフィッシュ                 | |
| ようこそイルカパークへ                                          | スターフィッシュ                 | |
| トゥームレイダー:アンダーワールド                               | スパイク                         | ニュースサイト「Game Watch」が2009年1月29日に掲載した他機種版のレビュー記事によると、今冬発売予定とのことだった。                                     |
| プロフェッショナルレスリングDS                                  | スパイク                         | 「ニンテンドーDS カンファレンス 2005秋」で公表された時点では2006年発売予定だった。                                                                    |
| RALLY DS                                                        | スパイク                         | 2004年10月の「NINTENDO DS PREVIEW」で公開された発売予定リストに掲載された。                                                                           |
| 嵐の爆弾玉                                                      | タイトー                         | |
| ラクガキ王国                                                    | タイトー                         | 2004年10月の「NINTENDO DS PREVIEW」で公開された発売予定リストに掲載された。                                                                           |
| 両利きのススメ                                                  | タイトー                         | 2006年12月に発売される予定だった。 |
| ストームブレイカー                                              | THQジャパン                      | 児童小説『ストームブレイカー―女王陛下の少年スパイ!アレックス』のゲーム化作品で、 2006年の夏の映画版公開に合わせて発売予定だった。                     |
| アクションゲーム（仮題）                                        | D3パブリッシャー                 | 2004年夏に任天堂が公開した発売予定リストに掲載された。                                                                                                |
| SIMPLE DS シリーズVol.5 THEテニス                               | D3パブリッシャー                 | 「ニンテンドーDS カンファレンス 2005秋」で公表された時点では2005年11月23日発売予定だった。                                                            |
| SIMPLE DS シリーズVol.7 THE族車キッズ 仏恥義理 通信対戦!!       | D3パブリッシャー                 | 「ニンテンドーDS カンファレンス 2005秋」で公表された時点では2005年12月22日発売予定だった。                                                            |
| デトロイト・メタル・シティDS 〜デス・シャウト〜                 | D3パブリッシャー                 | 漫画『デトロイト・メタル・シティ』のゲーム化で、2008年8月に発売が予定されていた。                                                                     |
| カワイイオリジナルを作ろう 三浦加納子のネイルアートナビ         | D3パブリッシャー                 | |
| ステキに変身しよう 黒田啓蔵のビューティーメイクナビ             | D3パブリッシャー                 | |
| 本を読もう!THE芥川龍之介                                        | ドラス                           | |
| 本を読もう!THE石川啄木                                          | ドラス                           | |
| 本を読もう!THE太宰治                                            | ドラス                           | |
| 本を読もう!THE夏目漱石                                          | ドラス                           | |
| 本を読もう!THE宮沢賢治                                          | ドラス                           | |
| 本を読もう!THE推理小説                                          | ドラス                           | |
| 本を読もう!THE世界名作                                          | ドラス                           | |
| 本を読もう!THE異色作家                                          | ドラス                           | |
| 本を読もう!THE著名人                                            | ドラス                           | |
| アクションゲーム                                                | ナウプロダクション               | 2004年10月の「NINTENDO DS PREVIEW」で公開された発売予定リストに掲載された。                                                                           |
| バテン・カイトスDS（仮題）                                      | ナムコ                           | ニュースサイト「インサイト」が2005年10月にNAMCO.chの発売予定リストから名前が消えたと報告している。                                                    |
| ディディーコングレーシングDS                                    | 任天堂                           | 北米、欧州では2007年に発売された。 |
| ファミコンウォーズDS2                                           | 任天堂                           | 2009年に発売予定だったが、延期の末に発売中止となる。 その後、3DS「ファミコンウォーズDS 失われた光」としてクラブニンテンドー会員向けに限定配信された。 |
| ゲームをしながら会話を楽しむ!ボイスチャットDS                   | パピネット                       | ボイスチャット機能を搭載したミニゲーム集で、2008年12月中旬に発売が予定されていた。                                                                    |
| 機動戦士ガンダムSEED                                            | バンダイ                         | 2004年夏に任天堂が公開した発売予定リストに掲載された。                                                                                                |
| 魔法タッチ（仮題）                                              | バンダイ                         | 2004年10月の「NINTENDO DS PREVIEW」で公開された発売予定リストに掲載された。                                                                           |
| 出撃! アクロナイツ                                              | バンダイナムコゲームス           | 2009年4月の時点では発売日未定だった。CERO：A（全年齢対象）判定だった。 なお、英語版の「Go! Go! Cosmo Cops!」は2009年8月28日に欧州で発売された。       |
| 東京魔人學園帝戰帖                                              | マーベラスエンターテイメント     | 『東京魔人學園伝奇』シリーズの一作品で、2008年に発売する予定だったが、2010年に中止となった。                                                          |
| ぼくものキャラクターズ 野菜でポン!                              | マーベラスエンターテイメント     | 『牧場物語 キミと育つ島』のキャラクターが登場するパズルゲームになる予定だった。                                                                       |
| スポーツ（仮題）                                                | ユークス                         | 「ニンテンドーDS カンファレンス 2005秋」で公表された時点では2006年に発売予定だった。                                                                  |
| ファンタジーライフ                                              | レベルファイブ                   | ニンテンドー3DSに移行 |
| ミステリールーム                                                | レベルファイブ                   | スマートフォン用アプリ『レイトンブラザーズ・ミステリールーム』へ移行                                                                                  |
| レイトン教授と奇跡の仮面                                        | レベルファイブ                   | ニンテンドー3DSに移行 |
| どうぶつ島のチョビぐるみ3                                       | ロケットカンパニー               | 2004年夏に任天堂が公開した発売予定リストに掲載された。                                                                                                |